# Borovnik (Sit)
Borovnik je majhen nenaseljen otoček v Jadranskem morju. Pripada Hrvaški.
Borovnik leži med otokoma Brušnjak in Sit. Od Sita je oddaljen okoli 0,5 km. Površina otočka meri 0,034 km2. Dolžina obalnega pasu je 0,73 km.